# Cameron Gellman
Cameron Roth Gellman, né le 10 octobre 1998 à Clayton, Missouri, est un acteur américain.

## Biographie
Gellman est né le 10 octobre 1998 à Clayton, Missouri. Il a fréquenté le Clayton High School (en) et a obtenu son diplôme en 2017.

## Filmographie

### Cinéma
- 2016 : 20th Century Women : Mark
- 2018 : Mommy Be Mine : Jason de la Garza
- 2018 : Charlie Says : Bobby Beausoleil

### Télévision
- 2016 : Des jours et des vies (Days of our Lives) : Teen #1
- 2016 : Les Thunderman (The Thundermans) : Good Looking Guy
- 2017 : Relationship Status : Liam
- 2018 : The Fosters : Max
- 2018 : The Middle : Henry
- 2018 : Heathers : Kurt
- 2019 : Solve : Alex
- 2020 : Good Doctor (The Good Doctor) : Aiden Porter
- 2020 : Legends of Tomorrow (DC's Legends of Tomorrow) : Rick Tyler / Hourman II (saison 5, épisode 1)
- 2020 à 2022 : Stargirl : Rick Tyler / Hourman II
- 2022 : Animal Kingdom : Brock Fellows
- 2025 : NCIS : Enquêtes spéciales : Daniel Holloway (saison 22, épisode 16)